# Kanapa (Półrzeczki)
Kanapa – skała w lewych zboczach wąwozu Półrzeczki w miejscowości Mników w województwie małopolskim, w powiecie krakowskim, w gminie Liszki. Pod względem geograficznym wąwóz znajduje się na Garbie Tenczyńskim (część Wyżyny Krakowsko-Częstochowskiej) i należy do Tenczyńskiego Parku Krajobrazowego.
Kanapa znajduje się w lesie, nieco nad dnem środkowej części wąwozu. Na południe od niej jest Mnik, na północ Zaciszny Filar. Kanapa to krótki, zbudowany z twardych wapieni, pionowy mur skalny o wysokości 12–14 m z filarami, zacięciami i kominami. Jest obiektem wspinaczki skalnej, przez wspinaczy opisywany jest jako Kanapa I, Kanapa II, Kanapa III i Kanapa IV. Na jego pionowych ścianach o wystawie północnej i północno-zachodniej do 2019 roku poprowadzono 35 dróg wspinaczkowych o trudności III –  VI.5 w skali Kurtyki. Większość z nich ma asekurację: ringi (r) i stanowiska zjazdowe (st).

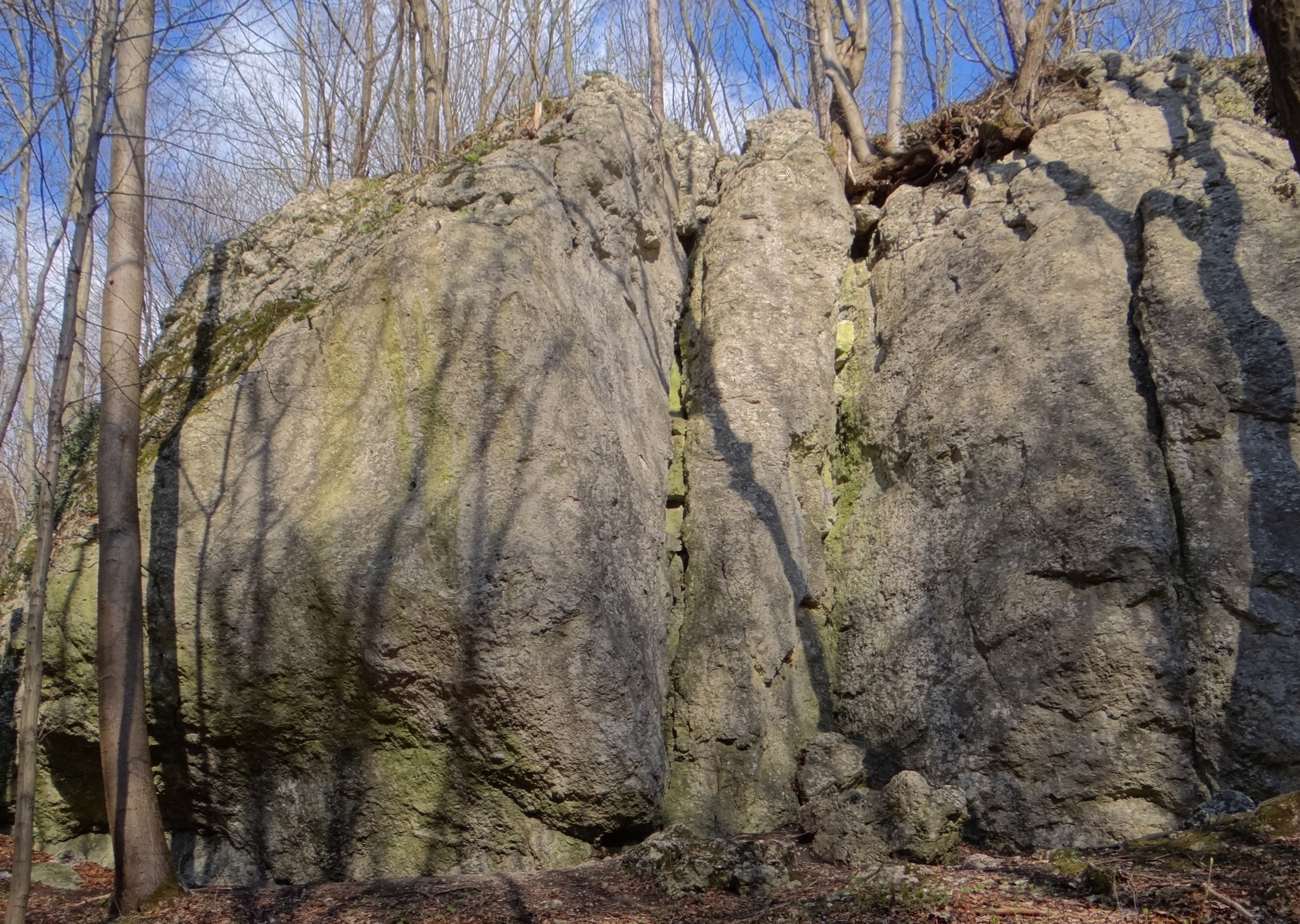
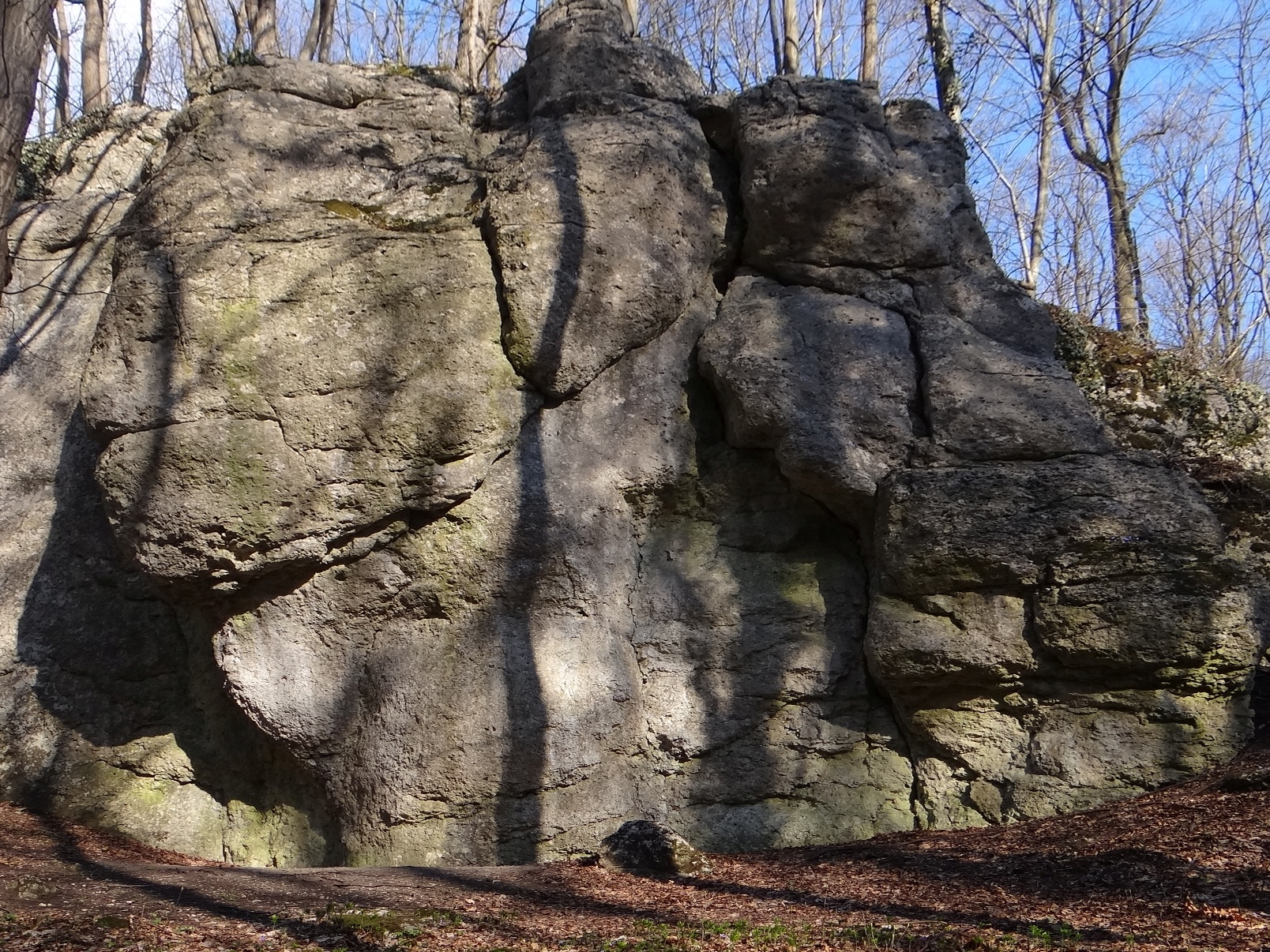
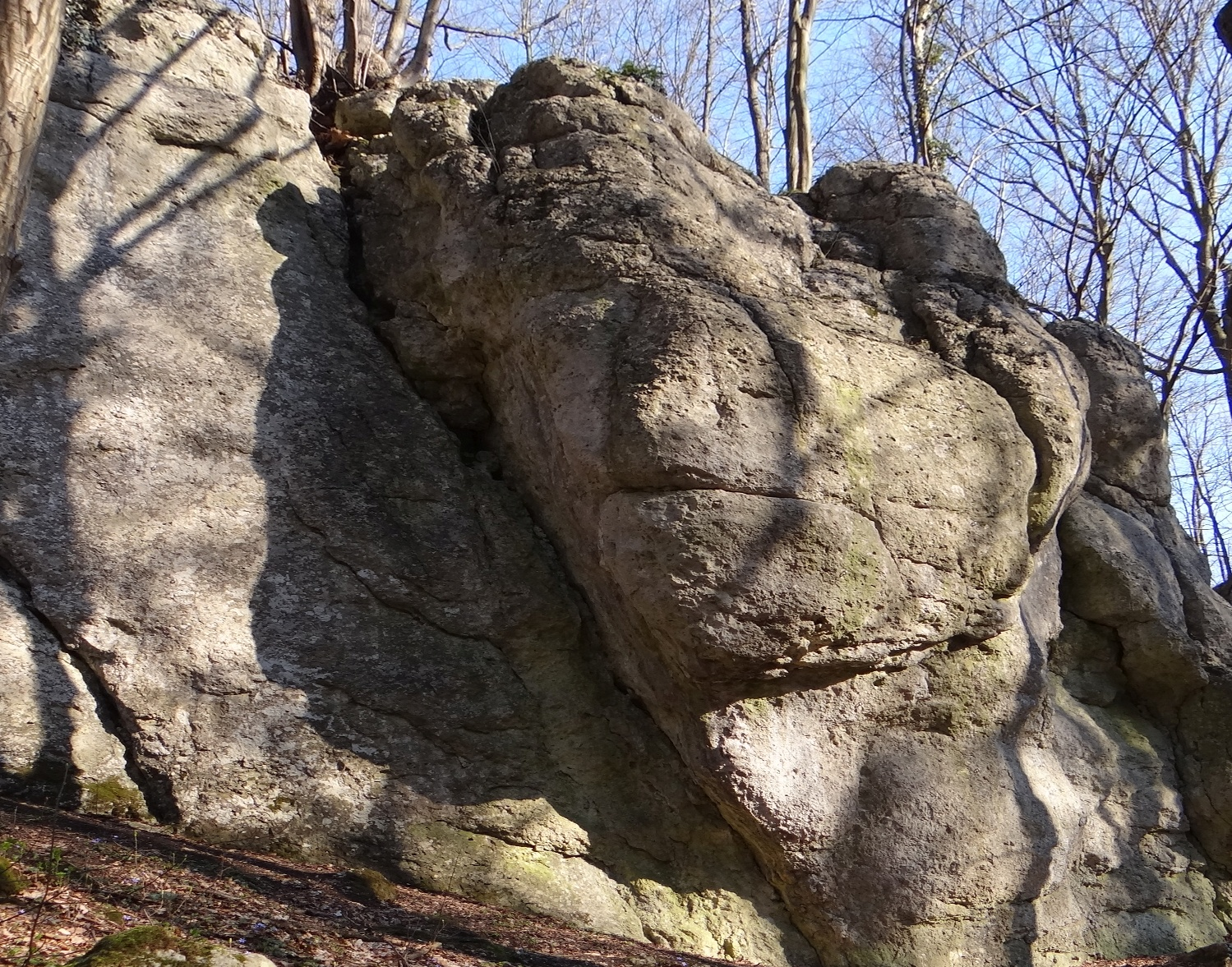
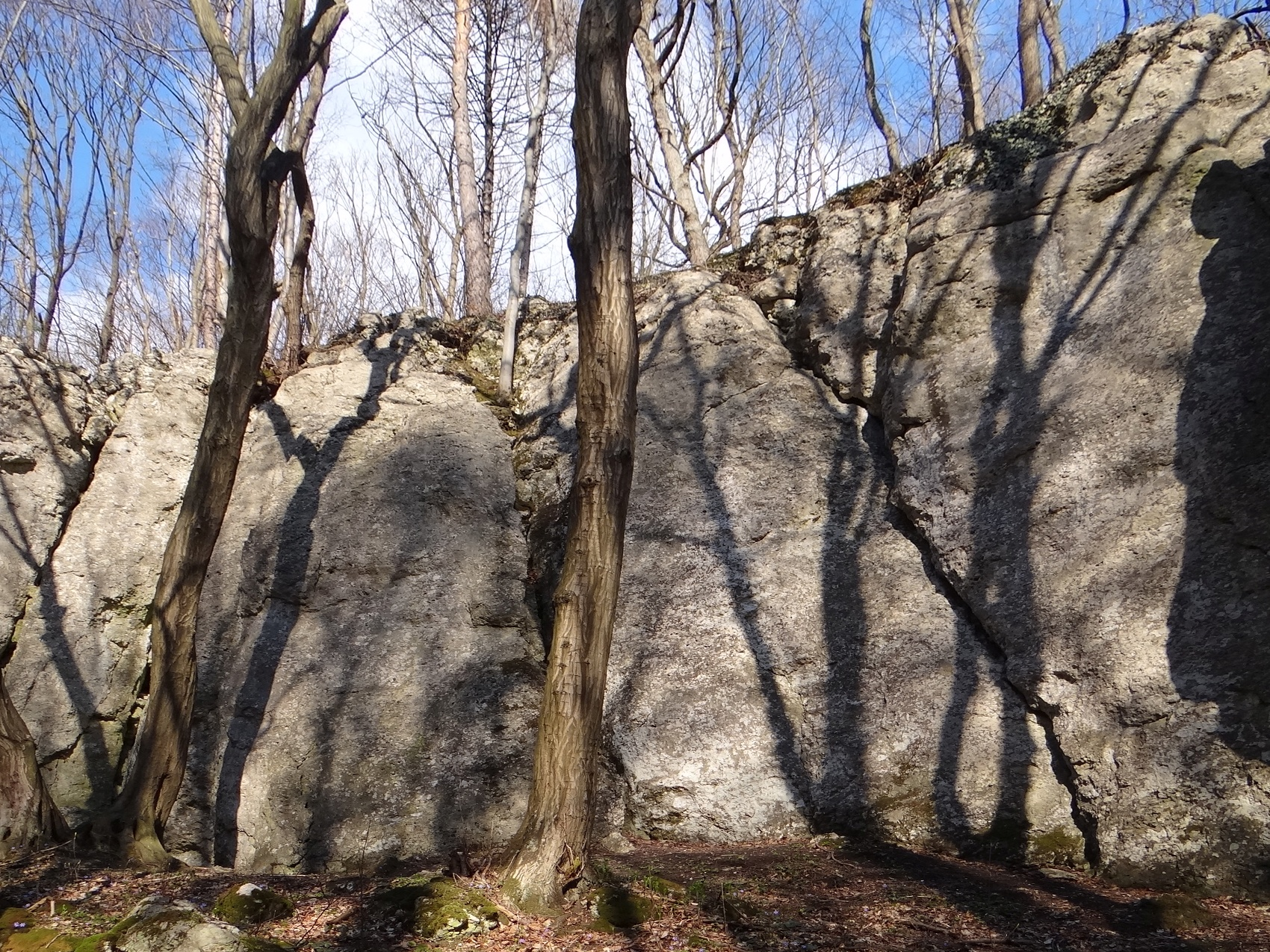
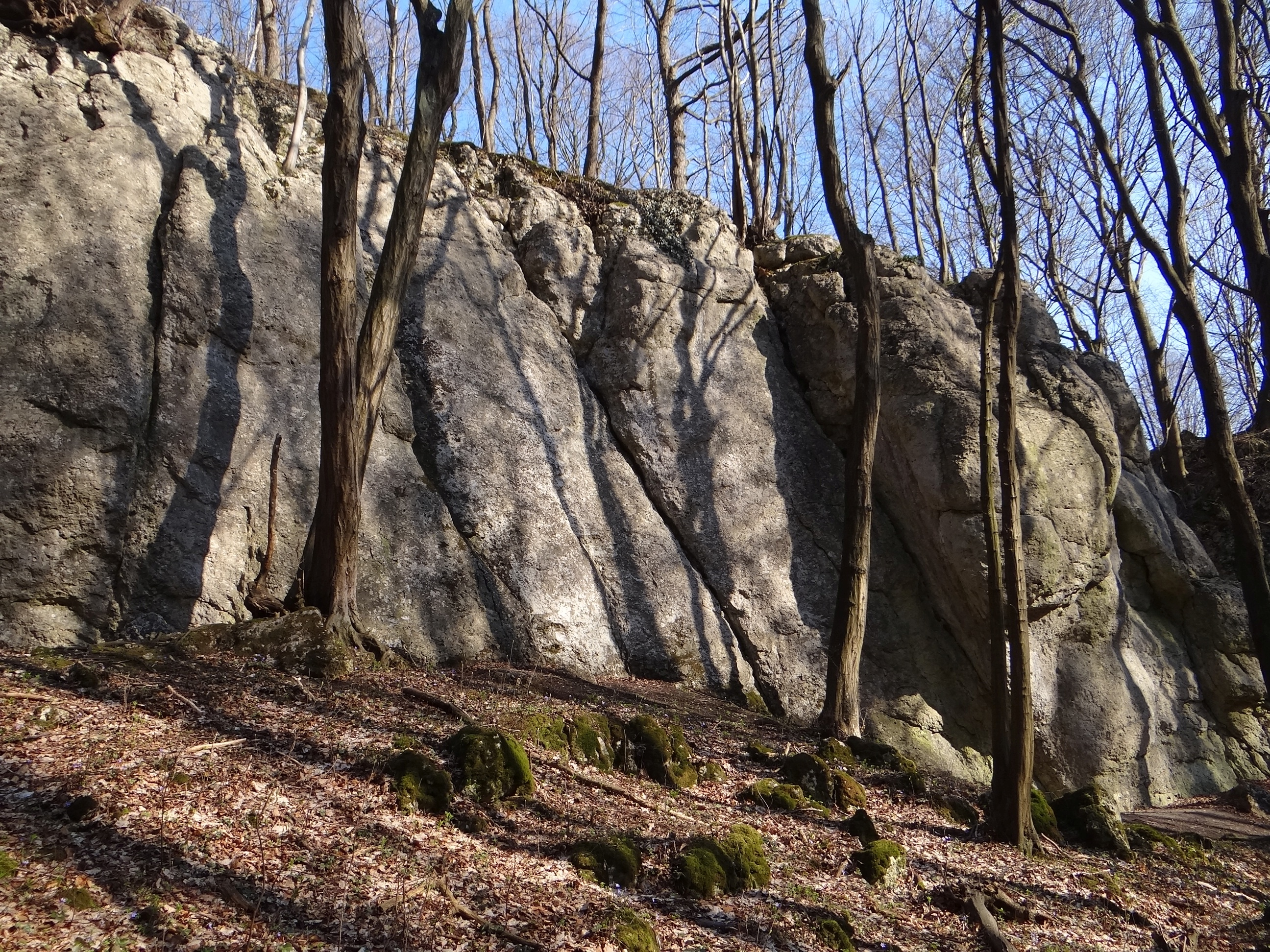

## Drogi wspinaczkowe
1. Licho nie śpi VI.3+, 3r + st, 12 m
2. Bornlivedie VI.4/4+, 4r + st, 13 m
3. Niskie pobudki VI.4, 4r + st, 12 m
4. Filar Kanapy VI.2+, 3r + st, 14 m
5. Klechdy sezonowe VI.2+, 4r + st, 13 m
6. Kominek spiochów III, st, 13 m
7. Tour de balance VI+, 3r + st, 13 m
8. Kominek lunatyków IV, st, 13 m
9. Leży i kwiczy VI.1, 3r + st, 13 m
10. Sanki par VI.2, 4r + st, 13 m
11. Senna Sanka VI.2+, 3r + st, 13 m
12. Niedobudzona rysa VI.1, 3r + st, 13 m
13. KołySanka VI+, 3r + st, 13 m
14. Sance v oceh VI.2, 3r + st, 12 m
15. Przytulanka V+, 3r + st, 12 m
16. Głupi sen VI.1, 3r + st, 12 m
17. Leżący kominek III, st, 12 m
18. Głupszy sen VI.1+, 4r + st, 12 m
19. Pod powiekami VI.1, 3r + st, 12 m
20. Drzemka Przemka V, st, 12 m
21. Czujność i wigor VI.3+, 4r + st, 12 m
22. Laudy dilferek V+, st, 12 m
23. Senny kominek IV+, st, 12 m
24. Knowania VI+, 1r, 14 m
25. Mnikowski pikuś VI.4, 3r + st, 14 m
26. Programowa pogarda VI.2, 3r + st, 14 m
27. Liczenie baranów VI.2+, 3r + st, 15 m
28. Zbaraniałe owieczki VI.1+/2, 3r + st, 15 m
29. Urzekła mnie twoja histeria VI.5, 3r + st, 14 m
30. Krwiożercze owieczki VI.1+, 3r + st, 14 m
31. Lewy kanapon wprost V+, 1r + st, 14 m
32. Lewy kanapon IV, st, 14 m
33. Prawy kanapon IV+, st, 14 m
34. Podłokietnik V-, st, 13 m
35. Kant kanapy III, st[3].